# Phorbas tenacior
Espèce
L’Éponge encroûtante bleuâtre (Phorbas tenacior)  est une espèce d'éponges de la famille des Hymedesmiidae.

## Description
Phorbas tenacior est une espèce sciaphile.